# Гомосексуальна поведінка
Гомосексуальна поведінка (англ. homosexual behavior) — форма сексуальної поведінки особи, яка спрямована на представників своєї статі у вигляді одностатевих сексуальних практик з ними.
Гомосексуальна поведінка не обов'язково пов'язана лише з гомосексуальною орієнтацією індивіда, або сексуальним потягом до представників своєї статі, а тому не розглядається як тотожне поняття до гомосексуальна ідентичність.
У першому виданні діагностичного і статистичного посібника з психічних розладів (США), виданого 1952 року, гомосексуальна поведінка визначалася як прояв психічного відхилення.
Форми гомосексуальної поведінки:
- транзиторна гомосексуальність (або псевдогомосексуальність) — гомосексуальна поведінка, яка зумовлена мотивами, що не мають відношення до сексуальних вподобань індивіда;
- ситуативна гомосексуальність — гомосексуальна поведінка індивіда, яка проявляється за певних обставин (ситуацій).